# ヨハネス・ブラスコヴィッツ

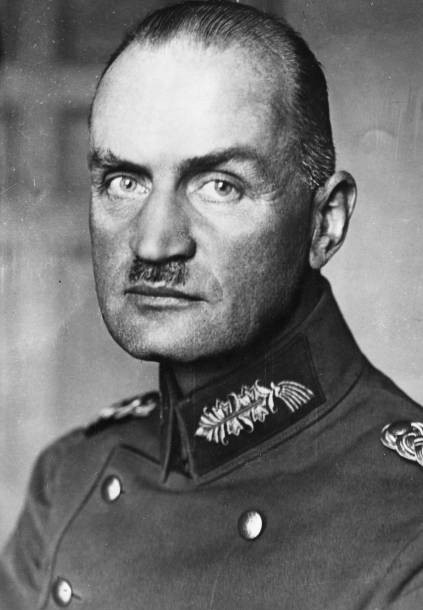
ヨハネス・ブラスコヴィッツ（1939年）

ヨハネス・アルブレヒト・ブラスコヴィッツ（Johannes Albrecht Blaskowitz, 1883年7月10日 - 1948年2月5日）は、ドイツの陸軍軍人。最終階級は陸軍上級大将。第二次世界大戦中はポーランド、フランス両国の占領司令官や軍集団司令官などを務めた。戦後、戦犯容疑での公判開始直前に自殺した。

## 経歴

### 生い立ち
プロテスタント牧師の息子として東プロイセンのパータースヴァルデ（Paterswalde 現在のロシア領カリーニングラード州ボリシャヤ・ポリャーナに生まれる。ブラスコヴィッツ家はスロベニアに由来する。姉妹が3人いる。3歳の時母が亡くなり父は再婚。11歳まで東プロイセンで育つ。
10歳の時陸軍幼年学校に入学し、さらにベルリンの士官学校に学ぶ。18歳で士官候補生としてプロイセン陸軍に入隊し、第18歩兵連隊に配属される。1902年、士官学校を卒業し少尉に任官。さらにベルリンの教育課程に進み、修了後はその助教となった。1908年から1911年、陸軍大学に学び、フランス語通訳の試験に合格、卒業後中尉に昇進し、第9バーデン第170歩兵連隊第3中隊に配属される。

### 第一次世界大戦と戦間期
第一次世界大戦が始まると、大尉に昇進し中隊長として前線に従軍。ロートリンゲン及びフランドルでの戦いに従軍し、さらにチロルやセルビアの最前線に転戦する。1916年、参謀将校となりコーヴェリやリガの戦いに従軍。さらに西部戦線に転属となる。第二級・第一級鉄十字章、さらにホーエンツォレルン騎士勲章を受章。
戦後も陸軍に残り、第10軍団司令部に配属。1919年。シュトゥットガルトの第5軍管区司令部参謀となる。カップ一揆の際グスタフ・バウアー内閣はシュトゥットガルトに逃げ、ブラスコヴィッツの部隊の支援を受けた。一揆の失敗後、ルール地方でのドイツ共産党蜂起鎮圧に従事。1924年、ウルムの第3歩兵大隊に転属し、1926年に中佐に昇進。1927年にシュトゥットガルトに戻り、翌年大佐に昇進。1930年、バーデン地区司令官に補される。同年、第14歩兵連隊長を拝命し、1932年に少将に昇進。
ナチス政権樹立後の1936年、中将に昇進し、シュテッティンの第2軍管区司令官。1938年、ドレスデンの第3軍集団司令官。オーストリア進駐に従事し、さらにブラスコヴィッツの部隊は同年、ズデーテン地方進駐、翌年チェコスロバキア併合を行った。

### 第二次世界大戦

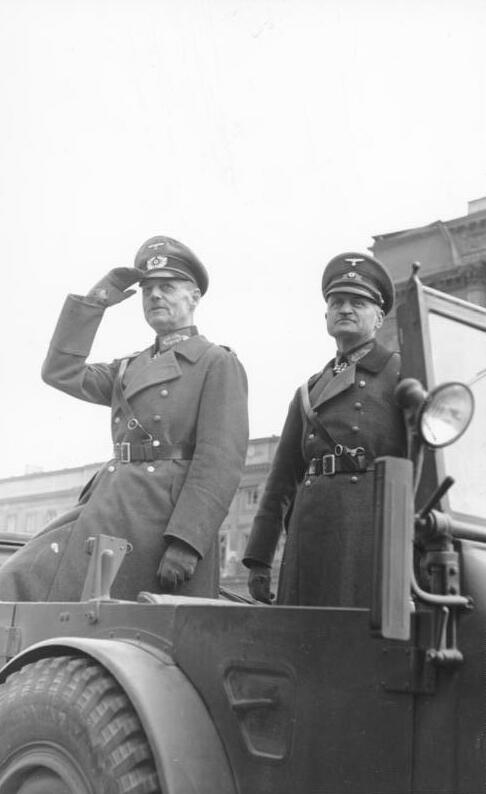
閲兵するゲルト・フォン・ルントシュテットとブラスコヴィッツ（右）（1939年10月、ワルシャワ）

ポーランド侵攻作戦立案に参画、第8軍を指揮する。迅速な侵攻に成功し、ポーランド軍の反撃を撃退する戦功を挙げたものの、前線視察を行ったアドルフ・ヒトラーはブラスコヴィッツの指揮ぶりに強い不満を示した。以後ヒトラーはブラスコヴィッツを信用せず、またブラスコヴィッツが下した親衛隊員に対する軍法会議の死刑判決を取り消させたりもしている。1939年9月27日、ブラスコヴィッツはワルシャワの降伏を受理した。戦後上級大将に昇進し、騎士鉄十字章を受章、ポーランド占領司令官に任命される。
その立場で、親衛隊特務部隊や警察隊によるユダヤ人やポーランド人に対する不法行為に対し、幾度も抗議した。さらにヒトラーによる「民族浄化命令」にも抗議した。それは道義的・人道的理由のみならず、兵士たちのモラルが低下し、かつ独自の行動をする親衛隊警察部隊への不満が増大することへの実際的な懸念からでもあった。ブラスコヴィッツは「暴力のみでは占領地の安全や平穏は保てない」と考えていた。陸軍総司令官ヴァルター・フォン・ブラウヒッチュに対し、ドイツ占領軍によるウッチやワルシャワ市民に対する暴行、略奪、殺人に関する覚書を提出している。ヒトラーはブラスコヴィッツを非難し、1940年にハンス・フランクの働きかけにより司令官を更迭された。ヒトラーはブラスコヴィッツを救世軍のような人物だと評した。また元帥への昇進も見送られた。ブラスコヴィッツの覚書は上層部に無視されたが、防諜部の将校ヘルムート・グロースクルトにより配布され、ナチスの不法行為に対する強い忌避感をドイツ国防軍内にまき起こした。
1940年、第9軍司令官として西方戦役の緒戦に従軍。6月9日、フランス北部占領司令官に任命される。6月20日、ドイツ軍に無抵抗な者の安全を保障する、抵抗する者は容赦なく処罰する、フランとライヒスマルクの公定交換レートの厳守、などの命令を占領地に布告した。同年10月25日、フランス北部の第1軍司令官に任命され、西方軍司令官の指揮下に入った。
1942年、未占領だったフランス南部に進駐する「アントン作戦」に従事。フランス占領は当初は平穏に行われ、1943年10月にドイツ銀十字章を受章した。1944年5月、フランス南部に新たに編成されたG軍集団司令官に就任。フランスのレジスタンス運動に悩まされたが、国際法に認められた範囲での手段でその鎮圧に当たった。オーストラリアの歴史家クリストファー・クラークによれば、ブラスコヴィッツは1944年6月17日付の命令で、第2SS装甲師団の兵士が一週間前にフランスの一般市民600人を殺害した「オラドゥール＝シュル＝グラヌの虐殺」を批判している。
8月16日に連合軍がフランスの地中海沿岸に上陸（ドラグーン作戦）すると、ブラスコヴィッツはその軍集団をアルザスまで後退させた。しかし無許可での後退の責めを受け、9月21日に更迭された。しかし10月には柏葉付騎士鉄十字章を受章している。12月には再びG軍集団司令官に任命され西部戦線の南翼を担ったが、早くも3週間後にパウル・ハウサーと交代し、オランダのH軍集団司令官となり、剣付騎士鉄十字章を受章した。戦争末期に連合軍と交渉してオランダ市民の食糧供給に意を砕き、飢饉を防いだ。5月5日、イギリス軍に降伏した。ボーランド侵攻時は武装親衛隊の蛮行を非難していたものの、1945年3月5日には脱走兵は即決裁判で射殺する布告を出していた。

### 戦後
ブラスコヴィッツは捕虜としてダッハウ、アレンドルフ（マールブルク近郊）、ニュルンベルクなどの収容所を転々とした。ポーランド、アメリカ、チェコがブラスコヴィッツを起訴したが、オランダは起訴を取り下げた。チェコの起訴は1938・1939年の併合時の役割に対するものであった。ポーランドはブラスコヴィッツを捕虜虐待・殺害罪で訴えたが、ポーランドには引き渡されなかった。ブラスコヴィッツに対する審理はまず1947年にヴッパータールのイギリス軍軍事法廷で始まった。これは1944年7月にポワティエで発生した、イギリス兵捕虜殺害の責任に対するものであった。1945年2月に捕虜を要塞建設に強制労働させた件では保留となった。
ブラスコヴィッツはさらにニュルンベルク継続裁判の1つ国防軍最高司令部裁判において「平和に対する罪」、戦争犯罪、人道に対する罪などで起訴された。ブラスコヴィッツは無罪を主張したが、1948年2月5日のニュルンベルクでの審理開始直前に裁判所のらせん階段から飛び降り自殺した。ブラスコヴィッツは無罪となる可能性もあったため、周囲は驚いたとされる。
ブラスコヴィッツは上官よりも部下を大事にしていた。そのため、第一次世界大戦当時にブラスコヴィッツの馬丁をしていたヨハネス・コプケが、残されたブラスコヴィッツの未亡人と娘を引き取って養った。ブラスコヴィッツの墓はコプケの住んでいたボンメルゼン（ゾルタウ近郊）にある。